# Acacia gemina
Acacia gemina é uma espécie de leguminosa do gênero Acacia, pertencente à família Fabaceae.